# Філіп Голошко
Філіп Голошко (словац. Filip Hološko, * 17 січня 1984, П’єштяни, Трнавський край, Словаччина) — словацький футболіст, нападник австралійського «Сіднея» та національної збірної Словаччини.

## Біографія

### Клубна кар'єра
Філіп Голошко розпочав свої футбольні кроки в місцевій команді села-обци П’єштяни, округу П’єштяни, згодом він перейшов до кращої команди, що грала в Цоргонь лізі «Тренчин», але пробитися до основи молодий гравець не зміг. Тому він вирішив заради професійного футболу та свого розвитку переїхати до Чехії до команди тоді діючого чемпіона цієї країни — «Слована», за яку провів чотири сезони й здобув наприкінці свого перебування золоті медалі Гамбрінус ліги. Своєю успішною грою він привернув увагу скаутів європейських команд, і з сезону 2005-2006 років, він дебютував в Туреччині за команду «Манісаспор», за яку він провів три сезони, ставши лідером команди. З 2008 року він підписав контракт з лідером турецького футболу «Бешікташем», з яким вигравав турецьку Суперлігу та футбольний Кубок Туреччини. Грав у Туреччині до 2015 року, за цей час крім «Бешікташа» також пограв на умовах оренди за «Істанбул ББ» і «Чайкур Різеспор».
Влітку 2015 року уклав дворічний контракт з австралійським «Сіднеєм».

### Збірна
Філіп Голошко дебютував за національну команду 3 вересня 2005 року у товариському матчі супроти збірної Німеччини.

## Титули і досягнення
- Чемпіон Туреччини (1):

«Бешікташ»: 2008-09
- Володар Кубка Туреччини (1):

«Бешікташ»: 2008-09
- Чемпіон Австралії (1):

«Сідней»: 2016-17
- Володар Кубка Словаччини (1):

«Слован»: 2017-18